# 데드우드 (드라마)
《데드우드》(Deadwood)는 미국 서부시대를 다룬 미니시리즈이다. 2004년 HBO채널을 통해 시즌 1(12부)이 방송되었고, 2005년 시즌 2(12부), 2006년 시즌 3(12부)이 차례로 방송되었다. 《데드우드》는 1870년대 미국 사우스다코타 준주의 데드우드라는 마을의 성장을 중심으로 미국 서부시대의 모습을 조망하고 있다. 금광을 캐는 조그만 탄광 캠프였던 이곳에 사람들이 몰려오고, 상점이 하나둘 들어서고, 악당과 법이 자리잡는 모습을 볼 수 있다. 세스 불럭, 앨 스웨어렌젠, 와일드 빌 히콕, 칼라미티 제인, 와이어트 어프, E.B.파넘 등 서부시대를 장식한 실존인물이 드라마틱하게 부활한다.

## 등장인물

### 주요 캐릭터
- 세스 불럭(Seth Bullock/티머시 올리펀트): 몬태나 보안관출신. 동료 솔 스타와 함께 잡화점을 열었다가 타운의 보안관이 된다.
- 앨 스웨어엔진(Al Swearengen/이언 맥셰인): 젬 살롱의 주인이자 실질적 통제력을 장악한 실력자. 타운이 법과 질서를 잡아가며 정치적 수완을 발휘한다.
- 앨마 개럿 (Alma Garret/몰리 파커): 브롬 개럿의 미망인. 남편이 죽은 뒤에도 타운에 남는다.
- 휘트니 엘즈워스 (Whitney Ellsworth/짐 비버): 경험 풍부한 금광감정사. 미망인 앨머와 결혼한다.
- 댄 도리티 (Dan Dority/W. 얼 브라운): 앨 스웨어엔진의 심복. 앨의 보디가드이며, 집행자이며, 킬러 역할을 충실히 수행한다.
- 조니 스텁스 (Joanie Stubbs/킴 디킨스): 싸이 톨리버의 연인이며 벨라 유니언 살롱의 마담이었다. 이후 자기 가게 체즈아미를 연다
- 닥터 코크런 (Doc Cochran/브래드 도리프): 타운의 유일한 의사.
- 마샤 불럭 (Martha Bullock/애나 건): 세스 불럭의 형수. 남편이 죽은 뒤 타운으로 와서 세스와 결혼한다.
- 솔 스타 (Sol Star/존 호크스): 유태인 출신 동업자 불럭과 함께 '스타 & 불럭 상점'을 연다.
- 메릭 (A. W. Merrick/제프리 존스): 데드우드에서 발행되는 신문 《블랙힐 파이어니어》의 사주이자 기자.
- 트릭시 (Trixie/폴라 맬컴슨): 짐 살롱의 창녀, 앨의 연인. 솔 스타와 친밀해진다.
- EB.파넘 (E. B. Farnum/윌리엄 샌더슨): 그랜드 센트럴 호텔의 주인. 타운이 자리를 잡아가면서 형식뿐인 시장자리를 꿰어찬다.
- 캘러미티 제인 (Calamity Jane/로빈 와이거트): 와일드 빌 히콕의 동료
- 찰리 어터 (Charlie Utter/데이턴 콜리): 와일드 빌 히콕의 동료. 부보안관이 된다.
- 사이 톨리버(Cy Tolliver/파워스 부스): 앨의 경쟁업소 벨라 유니언 살롱의 주인

### 조연들
- 와일드 빌 히콕 (Wild Bill Hickok/키스 캐러딘): 올드 웨스트의 유명 총잡이
- 조니 번스 (Johnny Burns/숀 브리저스): 젬 살롱의 앨 스웨어엔진의 충실한 심복
- 사일러스 애덤스 (Silas Adams/타이터스 웰리버): 양크톤의 연락책노릇을 하다가 앨의 수하가 된다.
- 소피아 메츠 (Sofia Metz/브리 시애나 월): 유럽이민자 출신. 강도의 습격에서 유일하게 살아난 뒤 앨마의 수양딸이 된다.
- 미스터 우(Mr. Wu/키원 영): 타운의 차이니스 타운의 해결사. 아편밀거래꾼. 시체처리 등 사건 뒷수습을 주로 한다.
- 주얼(Jewel/게리 주얼) : 젬 살롱의 일꾼. 다리를 심하게 전다. 코크란이 그녀를 위해 보조장치를 만들어준다.
- 리처드슨(Richardson/랠프 리처드슨):그랜드 호텔의 사환

## 시놉시스

### 시즌 1 (2004)
1876년 여름. 몬태나와 다코다 주 사이에 위치한 데드우드에 새로운 서부 도시가 형성된다. 광산개발과 함께 미국 곳곳에서 일확천금을 꿈꾸는 탐험가, 모험가, 도박꾼, 술꾼, 악당들이 모여들기 시작한다. 몬태나의 보안관 출신 세스 불럭도 유태인 동료 솔 스타와 함께 이곳에 자리를 잡고 철물점을 연다. 법과 질서가 자리잡기 전의 이 타운은 젬 살롱을 운영하는 앨 스웨어엔진이 실질적으로 지배하고 있었다. 센트럴호텔의 E.B.파넘은 앨의 정보원 노릇을 하며 자신의 이권을 챙긴다. 이곳에 한때 서부를 호령하던 와일드 빌 힉콕이 그의 동료 찰리 어터, 그리고 칼라미티 제인과 함께 도착한다. 금광개발을 노린 개럿 부부가 앨의 계략에 빠지기도 한다. 싸이 톨리버가 벨라 유니온 살롱을 열면서 앨의 강력한 라이벌이 된다.

### 시즌 2 (2005)
서부의 개척마을 데드우드에 금광이 개발되고, 사람들이 몰려오면서 타운은 점차 활기를 띤다. 데드우드는 다코타 준주의 정치가에 의해 로렌스 카운티라는 이름으로 편입되어간다. 앨 스웨어엔진과 싸이 톨리버, 그리고 세스 불럭 보안관은 캠프의 이익을 위해 갖은 술수를 다 쓴다. 마을에 전신주가 들어서고 세스 보안관의 형수와 조카(윌리엄)가 타운에 온다. 미망인 앨머와 염분이 있던 세스는 형수 마샤와 맺어지게 되고, 귀엽던 윌리엄은 사고로 죽는다. 이 곳의 금광개발에 눈독을 들인을 노리고 서부의 실력자 죠지 허스트가 타운에 자리를 잡으면서 권력구조에 변화가 생기게 된다.

### 시즌 3 (2006)
데드우드. 다코타 준주의 로렌스 카운티로 편입되는 서부개척 마을은 점차 더 많은 사람들이 몰려온다. 이미 멕시코와 다른 서부마을에서 금광개발로 큰 돈을 번 죠지 허스트는 파넘의 호텔을 인수하고는 그곳을 아지트 삼아 점차 자신의 세력을 확대시킨다. 허스트는 앨머의 금광을 노리고 총잡이까지 동원하여 강탈하러한다. 마을에서는 시장과 보안관 선거가 다시 열리고, 허스트는 앨 스웨어엔진과 싸이 톨리버를 적당히 제어한다. 세스 보안관은 이제 허스트와 싸운다.

## 외부 사이트
- 데드우드  - 공식 웹사이트
- (영어) Deadwood - 인터넷 영화 데이터베이스